# Matrixx Magixx
Matrixx Magixx è stata una società cestistica avente sede a Nimega e successivamente a Wijchen, nei Paesi Bassi. È stata fondata nel 2000 con il nome di EiffelTowers Nijmegen. Nel 2005 si è fuso con l'EBBC Den Bosch, dando origine all'EiffelTowers Den Bosch; ha assunto la denominazione attuale nel 2005.
Ha giocato nel campionato olandese, e disputava le partite interne nel Sportcentrum Arcus.

## Palmarès
- Campionato olandese: 1

come EiffelTowers Nijmegen 2002-03
- Coppa d'Olanda: 2

come EiffelTowers Nijmegen 2003
come Matrixx Magixx 2007